# Ivan Turk (ekonomist)
Ivan (Ivo) Turk, slovenski ekonomist, * 18. julij 1930, Split (Hrvaška), † 3. december 2020, Ljubljana
Turk je diplomiral 1952 na Ekonomski fakulteti v Ljubljani, na kateri je 1960 tudi doktoriral. Po doktoratu se je eno leto izpopolnjeval na Univerzi Harvard v ZDA. 
Od leta 1953 je delal kot finančni revizor v državni upravi, od 1956 pa je bil zaposlen na Ekonomski fakulteti v Ljubljani, kjer je bil od 1967 izredni, od 1972 (do upokojitve 1990) pa redni profesor za računovodstvo in revizijo poslovanja, predaval pa je tudi na drugih fakultetah in ustanovah. Bil je predstojnik Inštituta za politično ekonomijo in sorodne vede na Ekonomski fakulteti (v letih 1973-76 je bil njen dekan), od 1972 tudi izobraževalnega centra za gospodarstvenike; leta 1969 je tam utemeljil podiplomski študij Organizacija in vodenje podjetja. Bil je mentor 19 doktorandom.  
Turk je napisal prek 30 monografskih del: Uvod v empirično analizo potrošnje, 1962; Stroški kot podlaga za poslovne odločitve, 1965; Ekonomika podjetja, 1969, 1972-2.izd.; Upravljalni vidik računovodstva, 1971, 1975-2.dop.izd., 1984-3.pred.izd.; Stroškovno računovodstvo, 1971, 1985-3.dop.izd.; Kodeks poklicne etike računovodje. Kodeks računovodskih načel, 1973; Stroškovno računovodstvo, 1974, 1980-2.izd.; Uvod v ekonomiko delovne organizacije, 1974; Strokovni vidik vzpostavljanja dohodkovnih odnosov v organizacijah združenega dela, 1977; Podatki in informacije v poslovnem sistemu, 1978, 1979-2.izd.; Uvod v ekonomiko temeljne organizacije združenega dela, 1978/79?; Finančno računovodstvo, 1980/1985-2.dop./1989-3.dop.izd.; Od ekonomike gospodinjstva do ekonomike podjetja, 1981; Pojmovnik poslovne informatike (soavtorji Ludvik Bogataj et al.) 1987; Mednarodni vidik računovodstva, 1989; Uvod v ekonomiko poslovnega sistema, 1990; Uvod v računovodstvo (soavtor Dane Melavc), 1991/92/94/97(-3.dop.izd.); Kako brati finančno poročilo?, 1992; Uvod v ekonomiko gospodarske družbe, 1993; Notranje revidiranje poslovanja, 1994-; Upravljalno računovodstvo (soavtorici  Slavka Kavčič in Majda Kokotec-Novak), 1995; Finančno računovodstvo (soavtorji Slavka Kavčič, Stanko Koželj in Majda Kokotec-Novak), 1996; Pojmovnik računovodstva, financ in revizije, 2000, 2007(-3.izd.); Uvod v poslovno računovodstvo (soavtorja Slavka Kavčič in Stanko Koželj), Finančno računovodstvo: splošni del (soavtorji Slavka Kavčič et al.), 2004; Poslovno-organizacijski pojmovnik, 2004; Uvod v računovodstvo (soavtorja Dane Melavc in Bojana Korošec), 2004; Uvod v poslovno ekonomiko, 2006; Temeljni ekonomski pojmovnik, 2009; O osebni in poslovni odličnosti, 2010; v zadnjih štirih knjigah s področja poslovne ekonomije je zbral  številne razprave, ki jih je objavil v različnih revijah in zbornikih: Ekonomske in finančne kategorije na mikro in makro ravni, 2010; Razvoj dojemanja ekonomskih in finančnih kategorij poslovanja v Sloveniji, 2012 ter Nekaj smeri proučevanja računovodskih podatkov o ekonomskih in finančnih kategorijah pri poslovanju, 2014. Skupaj je objavil preko 1000 razprav in člankov s področja ekonomije podjetja in računovodstva v 11 jezikih in 16 državah). Kot gostujoči profesor je predaval na 13 univerzah.
V letih 1982 do 1990 je bil Turk glavni in odgovorni urednik Ekonomske revije, po letu 1992 pa strokovni vodja Slovenskega inštituta za revizijo. Razvil je terminologijo na področju računalništva in poslovne informatike, sodoben koncept računovodstva in informacijskih sistemov ter sooblikoval prve slovenske računovodske standarde (1993).
Bil je aktiven numizmatik, filatelist in kartofil ter objavil številne knjige tudi s teh podočij: Teoretični temelji ljubiteljske numizmatike (2013, Teoretični temelji filatelije (2013), Odtisi žigov poštinskih aparatov pri organizacijah v Sloveniji (2013), Nekdaj običajne obveznice in delnice v obliki listin na območju Slovenije (2014), Frankirne nalepnice poštnih uradov v Sloveniji (2015), Spoznavanje Postojne in Postojnske jame na podlagi starih razglednic (2015), Sprehod po Ljubljani pred 1. svetovno vojno, dokumentiran z domačimi razglednicami (2015), Sprehod po Ljubljani pred 2. svetovno vojno, dokumentiran z domačimi razglednicami (2015), Vrste in pojavne oblike najrazličnejših in najpogostejših novcev kot kovinskega denarja, ki je krožil na sedanjem slovenskem območju (2016), Vrste in pojavne oblike običajnega papirnatega denarja, ki je krožil na sedanjem slovenskem območju zadnjih 150 let (2016), Odtisi rednih poštnih žigov na območju sedanje Slovenije z zgodovinske perspektive (2016), Odtisi priložnostnih ročnih poštnih žigov v Sloveniji po abecednem vrstnem redu krajevnih poštnih uradov (2016), Zgodovinski pogled na poštno prenašanje sporočil na podlagi izrazne moči poštnih znamk v svetu (2016), Ilustriran uvod v zbiranje in proučevanje filatelističnih predmetov (2016) in Splošno predstavljanje zgodovinskih vrst uporabljenega denarja (na poštnih znamkah) (2016). Imel je pripravljeno gradivo tudi za objave drugih del, v katerih je sistemiziral in kategoriziral svoje zbirke znamk, denarja, odličij ter razglednic in še čakajo na objavo.  
Neven in Ajda Borak sta napisala njegovo izčrpno biografijo (z bibliografijo itd.) pod naslovom Od viole do pisalnega stroja, od not do kontov: življenje dr. Ivana Turka in njegova vloga pri razvoju računovodstva (2022). 

## Odlikovanja in nagrade
Prejel je Kraigherjevo nagrado Gospodarske zbornice Slovenije (1970), zlato plaketo in svečano listino Univerze v Ljubljani (1989) ter večje število različnih drugih strokovnih priznanj. Po upokojitvi ga je matična univerza imenovala za zaslužnega profesorja (1993), Republika Slovenija pa mu je podelila častni naziv ambasadorja v znanosti (1996). Bil je tudi častni član Zveze ekonomistov Slovenije (1991) in Zveze računovodij, finančnikov in revizorjev (1992).
Poleg dveh visokih jugoslovanskih državnih odlikovanj je leta 2000 prejel častni znak svobode Republike Slovenije z naslednjo utemeljitvijo: »za življenjsko delo in zasluge na področju računovodske in revizijske stroke«.
Želja, da bi bil sprejet v SAZU, se mu ni uresničila.